# Polycyrtus isthmus
Polycyrtus isthmus là một loài tò vò trong họ Ichneumonidae.